# Merel Witteveen
Merel Witteveen, född den 12 maj 1985 i Leiden i Nederländerna, är en nederländsk seglare.
Hon tog OS-silver i yngling i samband med de olympiska seglingstävlingarna 2008 i Qingdao i Kina.